# Багги
Багги — небольшой лёгкий автомобиль высокой проходимости для езды по бездорожью.

## История
Впервые багги появились в 1950-е годы в США. Для изготовления первых багги обычно использовались вышедшие из употребления автомобили «Фольксваген Жук». От уменьшительной формы американского названия «Жука» и произошло название «buggy», то есть «жучок». С автомобиля снимались кузов, двери и крылья, в качестве несущей структуры устанавливалась облегчённая рама или стекловолоконный кузов, или оставлялась урезанная версия штатного кузова. Благодаря проходимости и прочности шасси «Жука», его высокому дорожному просвету, отсутствию радиатора, заднему расположению двигателя этот автомобиль идеально подходил для производства багги. Также способствовала популярности и вседоступность этого автомобиля.
Многие любители багги устанавливали взамен штатного двигателя «Жука» 6-цилиндровые двигатели от Chevrolet Corvair. С использованием турбонаддува мощность могла быть увеличена до 180 л. с. После стихийных соревнований вскоре багги стали появляться на старте в профессиональных гонках, в больших автомобильных шоу. Популярность багги росла и вскоре перешагнула границы США. Для постройки машин использовались самые различные узлы и агрегаты от серийных машин, в каждой стране в зависимости от местной специфики рынка.

## Виды багги
Среди багги постепенно выделилось несколько различных видов:
- багги для ралли-рейдов — внедорожные спортпрототипы, центральномоторные, чаще заднеприводные, хотя встречаются и полноприводные.
- багги для трофи-рейдов — максимально облегчённые полноприводные багги как правило построенные на базе внедорожников для преодоления участков практически полного бездорожья, способные преодолевать неглубокие водные объекты;
- пляжные багги — комфортабельные лёгкие багги для передвижения в основном по относительно ровным песчаным поверхностям;
- краулеры — специальные багги для участия в соревнованиях по триалу (преодоление препятствий, как правило в виде скал и искусственных препятствий).
- багги для автокросса. В автокроссе есть множество разнообразных классов СКА багги отличающиеся как возрастными критериями так и техническими, такими как тип привода или объём двигателя.

## Военное применение
Армия США использует при патрулировании и ведении боевых действий в пустынной местности лёгкий транспорт DPV и LSV соответственно, построенные по схеме классического багги.
Применяются автомобили багги и в силовых структурах России. В 2017 году производство багги двойного назначения под названиями «Чаборз М-3» и «Чаборз М-6» развёрнуто на базе Российского университета спецназа в городе Гудермес на территории Чеченской Республики.

## В культуре
Автомобили типа багги часто являются одним из видов транспорта в различных художественных фильмах и компьютерных играх, счёт которым идёт на десятки (например, в Half-Life 2 есть целая глава, где главный герой пользуется автомобилем типа багги). Во многих из них именно багги является одним из основных видов транспорта, как например в фильме «Безумный Макс 2: Воин дороги», а также в компьютерной игре Mad Max, сделанной по её мотивам. Есть игры целиком посвящённые заездам на багги, такие как Beach Buggy Racing.